# Lucius Papirius Crassus (consul en -336)
Lucius Papirius Crassus est un homme politique des débuts de la République romaine. Il est dictateur en 340 av. J.-C. et consul en 336 et 330 av. J.-C.

## Biographie
Lucius Papirius Crassus est issu de la famille romaine des Papirii, et plus précisément de la branche patricienne des Crassi. D'après une remarque de l'orateur Cicéron, il a changé de gens pour passer de Papisius à Papirius. Selon l'indication de filiation des Fastes capitolins, son père et son grand-père portaient également le prénom Lucius. L'historien Friedrich Münzer estime qu'il est possible - même s'il s'agit d'une hypothèse très incertaine - que Lucius Papirius Crassus soit le fils du tribun militaire à pouvoir consulaire de 382 av. J.-C. Lucius Papirius (ce dernier appartenait probablement aussi à la branche des Crassi et a peut-être exercé le tribunat consulaire plus précocement, en 376 av. J.-C.).
L'historien romain Tite-Live rapporte que Lucius Papirius Crassus a d'abord exercé la préture en 340 av. J.-C., et qu'il a été nommé dictateur par le consul Titus Manlius Imperiosus Torquatus après son retour victorieux des guerres romano-latines. Cette mesure aurait été nécessaire parce que le deuxième consul Publius Decius Mus était mort au combat, et que Manlius lui-même, de retour chez lui, était trop malade pour mener une nouvelle guerre contre les Antiates qui avaient envahi le territoire romain. Lucius Papirius Crassus aurait choisi comme maître de cavalerie Lucius Papirius Cursor, futur consul à cinq reprises, puis se serait rendu sur le territoire des Antiates et y aurait campé plusieurs mois sans actions notables Certains historiens, comme Karl Julius Beloch ne croient pas à l'historicité de la dictature de Papirius. En revanche, Friedrich Münzer la considère plutôt comme historique, arguant que dans les premières décennies suivant l'instauration de la préture, un titulaire de cette fonction n'était pas habilité à mener des guerres extérieures de manière indépendante et sans la présence d'un consul. C'est pourquoi Papirius aurait dû être nommé dictateur pour être autorisé à combattre les Antiates.
Lucius Papirius Crassus accède pour la première fois au consulat en 336 av. J.-C., en même temps que Kaeso Duilius (ru). Ils ont combattu la tribu des Aurunces installée dans la ville campanienne de Calès et ont mis en déroute son armée après une courte bataille. Six ans plus tard, en 330 av. J.-C., Papirius accède à nouveau au consulat, en compagnie de Lucius Plautius Venox (ru). Cette année-là, les habitants de la ville de Privernum, avec la participation d'un parti de Fundi, tentèrent de se révolter contre Rome. Le commandant de l'armée des rebelles était Marcus Vitruvius Vaccus (en), un citoyen respecté de Fundi, et connu également à Rome. Papirius parvient à le vaincre aisément, sans infliger de grandes pertes, à la suite de quoi l'armée vaincue se retire dans la ville voisine de Privernum.
Lucius Papirius Crassus est mentionné pour la dernière fois en 325 av. J.-C., lorsque son ancien maître de cavalerie Lucius Papirius Cursor exerce lui-même la fonction de dictateur. Ce dernier serait entré en conflit avec son maître de cavalerie Quintus Fabius Maximus Rullianus et aurait donc choisi Lucius Papirius Crassus pour le remplacer à Rome.
Lucius Papirius Crassus n'est pas identique au censeur du même nom de 318 av. J.-C., car tous deux présentent des filiations différentes selon les Fastes Capitolins : les pères des homonymes portaient certes tous deux le prénom Lucius, mais le grand-père de Papirius, dont il est question ici, portait lui aussi le prénom Lucius, tandis que le grand-père du censeur de 318 av. J.-C. portait le prénom Marcus.